# Iglesia de San Pedro de los Francos

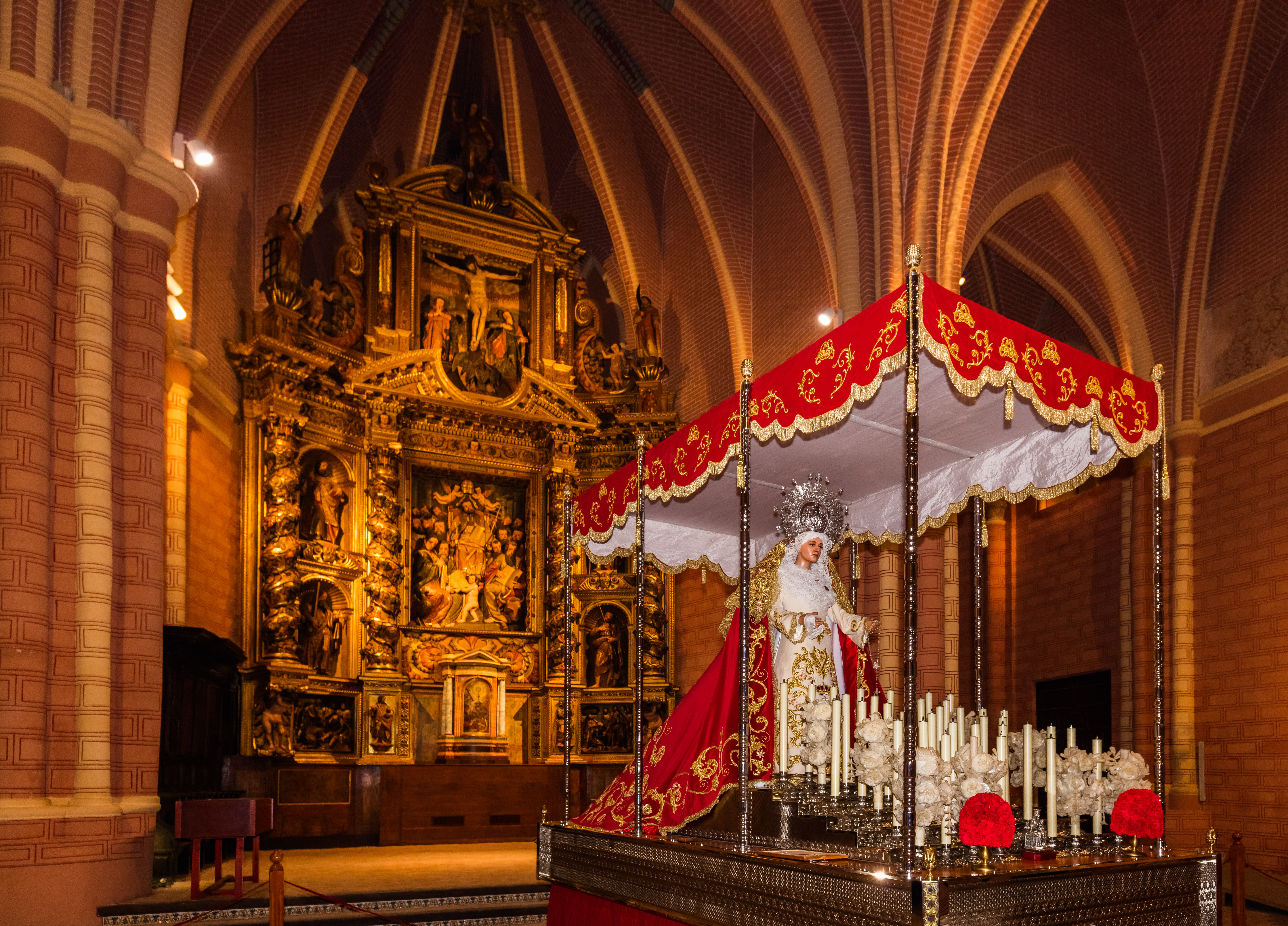
La iglesia de San Pedro de los Francos es punto de partida de la procesión de la Coronación de Espinas y La Verónica, en Jueves Santo

La iglesia de San Pedro de los Francos es una iglesia de estilo gótico y mudéjar situada en la localidad de Calatayud, en la provincia de Zaragoza, Aragón, España. El templo está situado en la calle de La Rúa, en el casco histórico y centro de la ciudad, pero solo está abierta el público en determinados eventos.

## Historia
La iglesia fue construida tras la batalla de Cutanda (1120), cuando, en la entrada del rey Alfonso I el Batallador a Calatayud también lo hizo un contingente de francos de Bigorra bajo el mando del conde de Alperche, que habían apoyado al rey en la Reconquista. Como muchos de estos francos se establecieron en Calatayud por las ventajas de su fuero, el rey motivó la construcción del templo como muestra de agradecimiento a sus servicios, como lugar de advocación. Fue esta circunstancia, junto al hecho de que ya había otra iglesia de San Pedro (de los Serranos) en el Pirineo (iglesia que desapareció en el siglo XIX), lo que dio lugar a su nombre.
El templo actual se construyó en el siglo XIV, dos siglos después de la primera fundación, y mantiene una estructura mudéjar. El templo es de gran importancia arquitectónica por presentar una inusual tipología en Aragón. Cabe destacar también que fue el escenario en el que las Cortes de 1461 proclamaron heredero de Juan II al príncipe Fernando, y que en su interior se constituyó el primer gobierno de la Comunidad Autónoma de Aragón en 1978.

## Arquitectura

### Exterior

#### Torre
La torre de ladrillo y planta cuadrada, de estilo mudéjar, construida posiblemente antes del siglo XIV, se alza a la derecha de la portada a los pies de la iglesia. Está inclinada en más de un metro y medio sobre la estrecha calle en la que está ubicada. Es de tipo de alminar almohade con machón central y escaleras y cubiertas con bóvedas por aproximación de hiladas. El cuerpo de las campanas fue demolido en 1840 por el Ayuntamiento de Calatayud con motivo de la visita de la Reina Isabel II y su madre la regente María Cristina, por temor a que su inclinación les asustara, dado que pernoctaron en el palacio situado justo enfrente. Se cree que este último cuerpo de la torre compartía características con las torres de Belmonte o Aniñón. Las cuatro caras de la torre carecen de decoración y sólo disponen de pequeñas ventanas para permitir la iluminación de las escaleras.

### Portada
La portada de la iglesia, por su parte, es de estilo gótico. Está trabajada en piedra sillar y se abre en arco bajo una estructura abocinada. La portada tiene figuras de San Pedro y de San Pablo y un Cristo en Majestad acompañado de la Virgen y San Juan, en el tímpano de la puerta.

### Interior
La iglesia es de estilo gótico sin influencia gótica. Dispone de tres naves de altos pilares, siendo la centra la mayor, bóvedas de crucería y terminan en tres ábsides poliglonales. Los ábsides tienen ventanas con celosías de motivos geométricos y la decoración es de frisos en rombos. El interior del templo presenta una decoración con yeserías caladas.

## Uso
En la iglesia no se celebran misas de forma regular. En su lugar es marco de actividades programadas como conciertos, exposiciones, homenajes y otros tipos de actos protocolarios.

## Galería

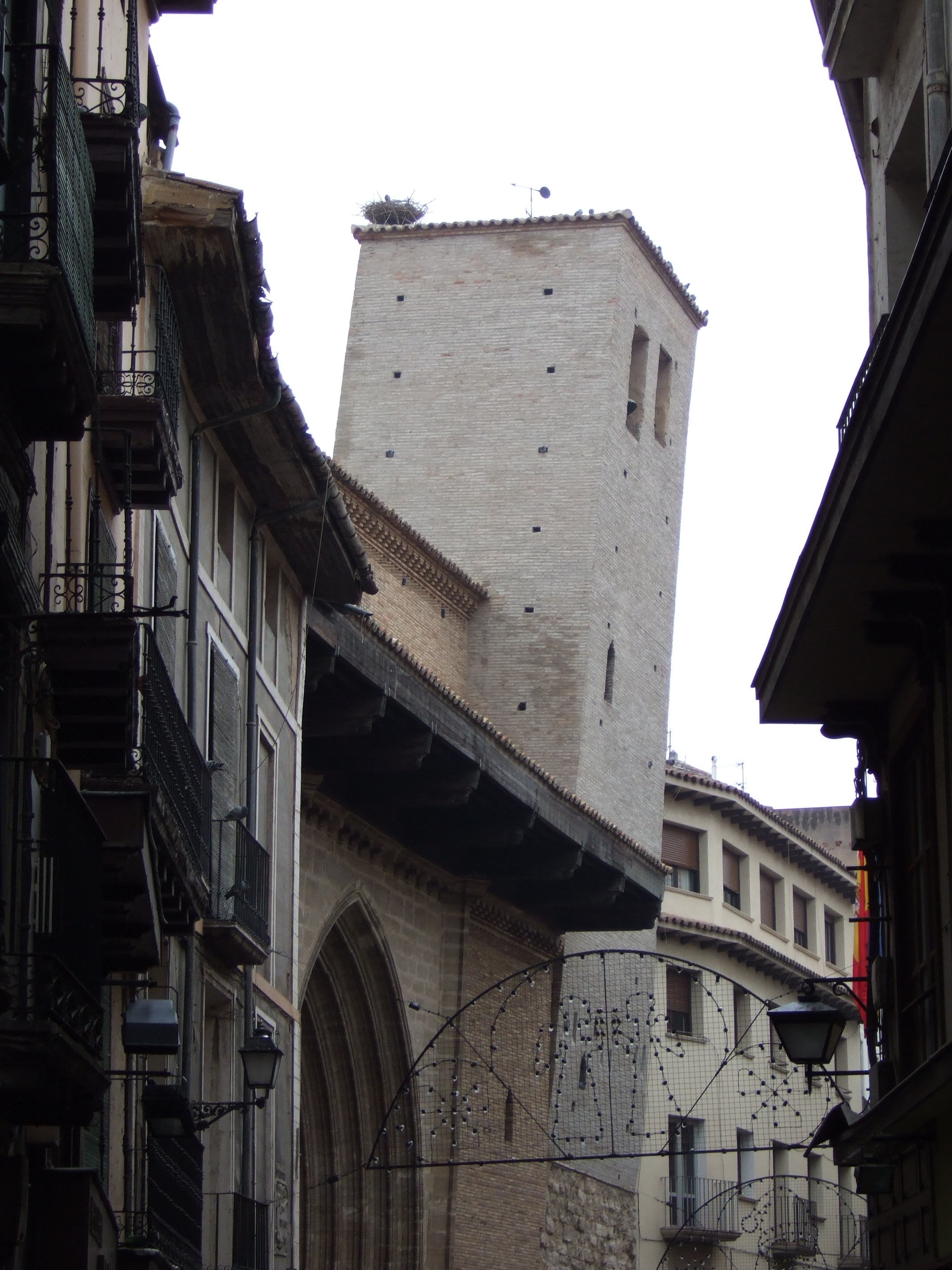
Vista exterior con la torre inclinada.
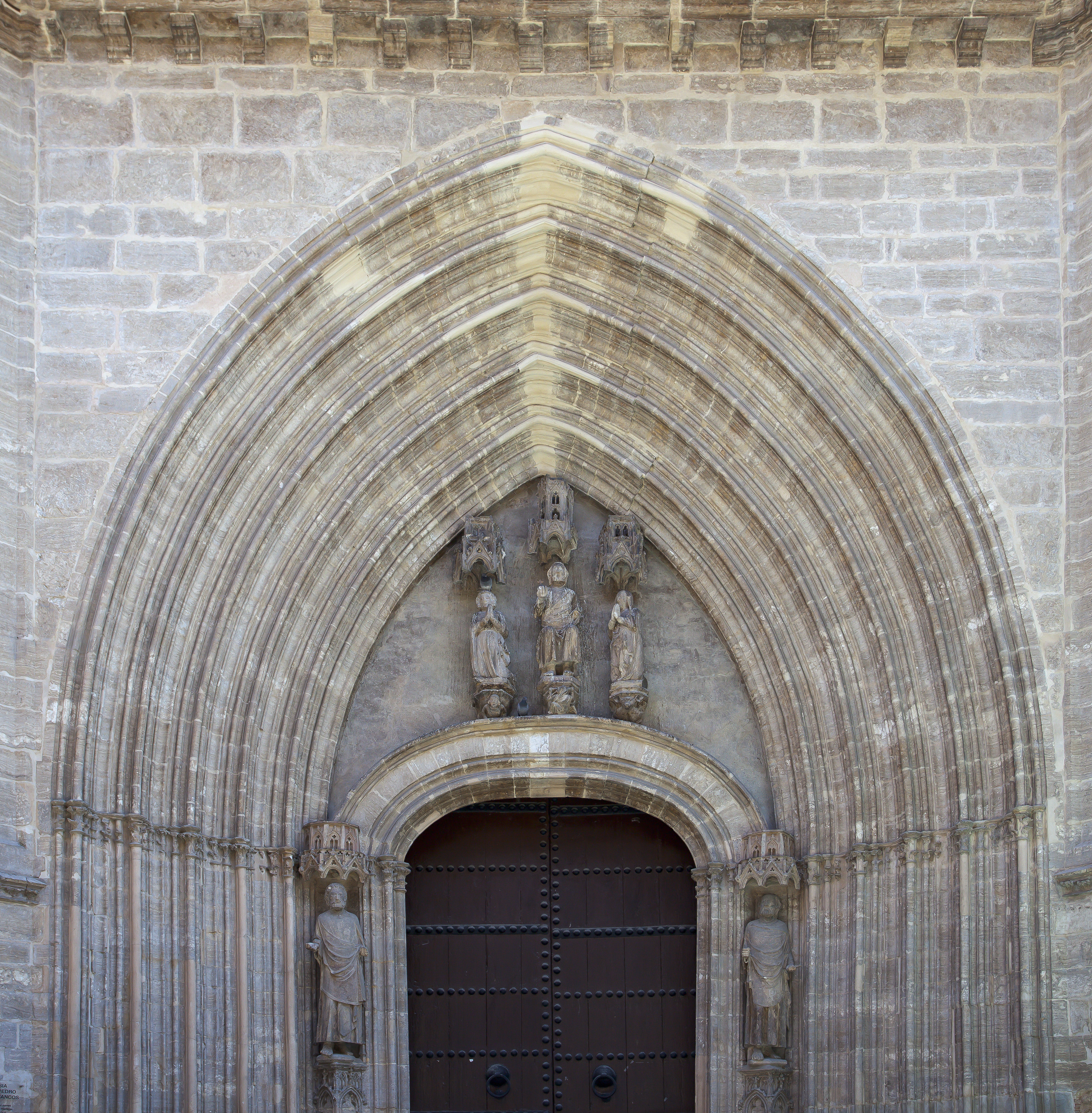
Portada.
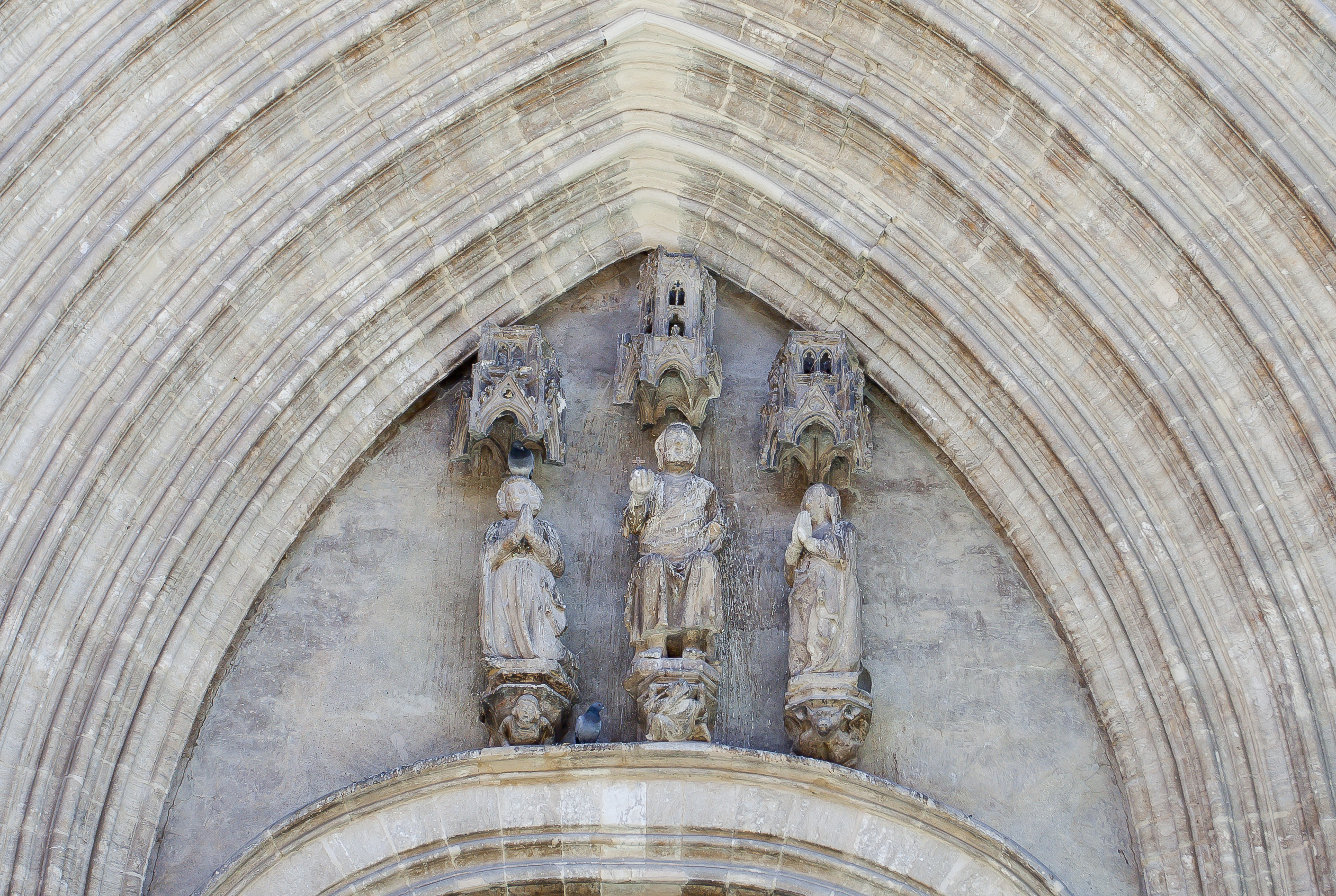
Tímpano.
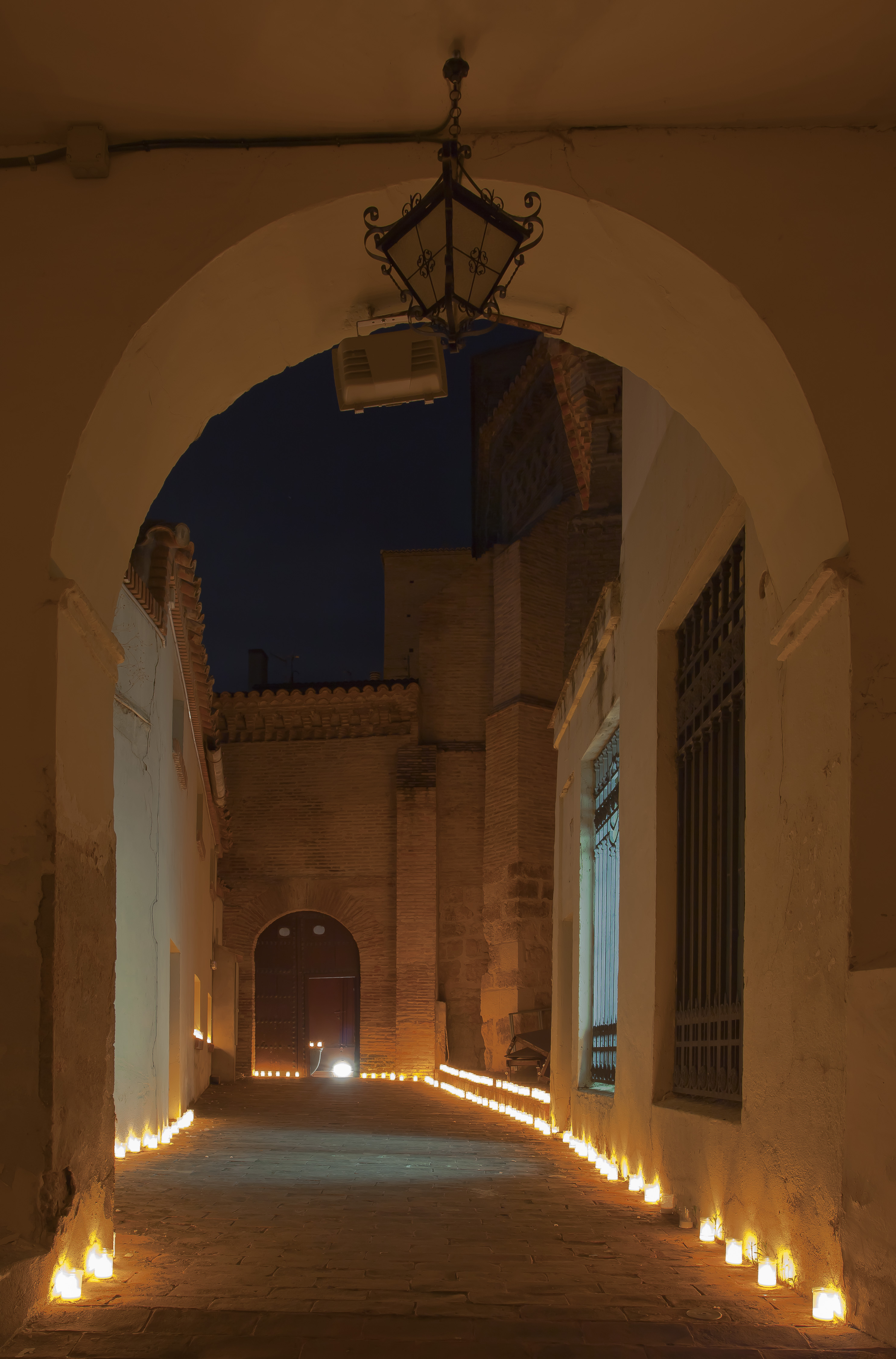
Acceso lateral.
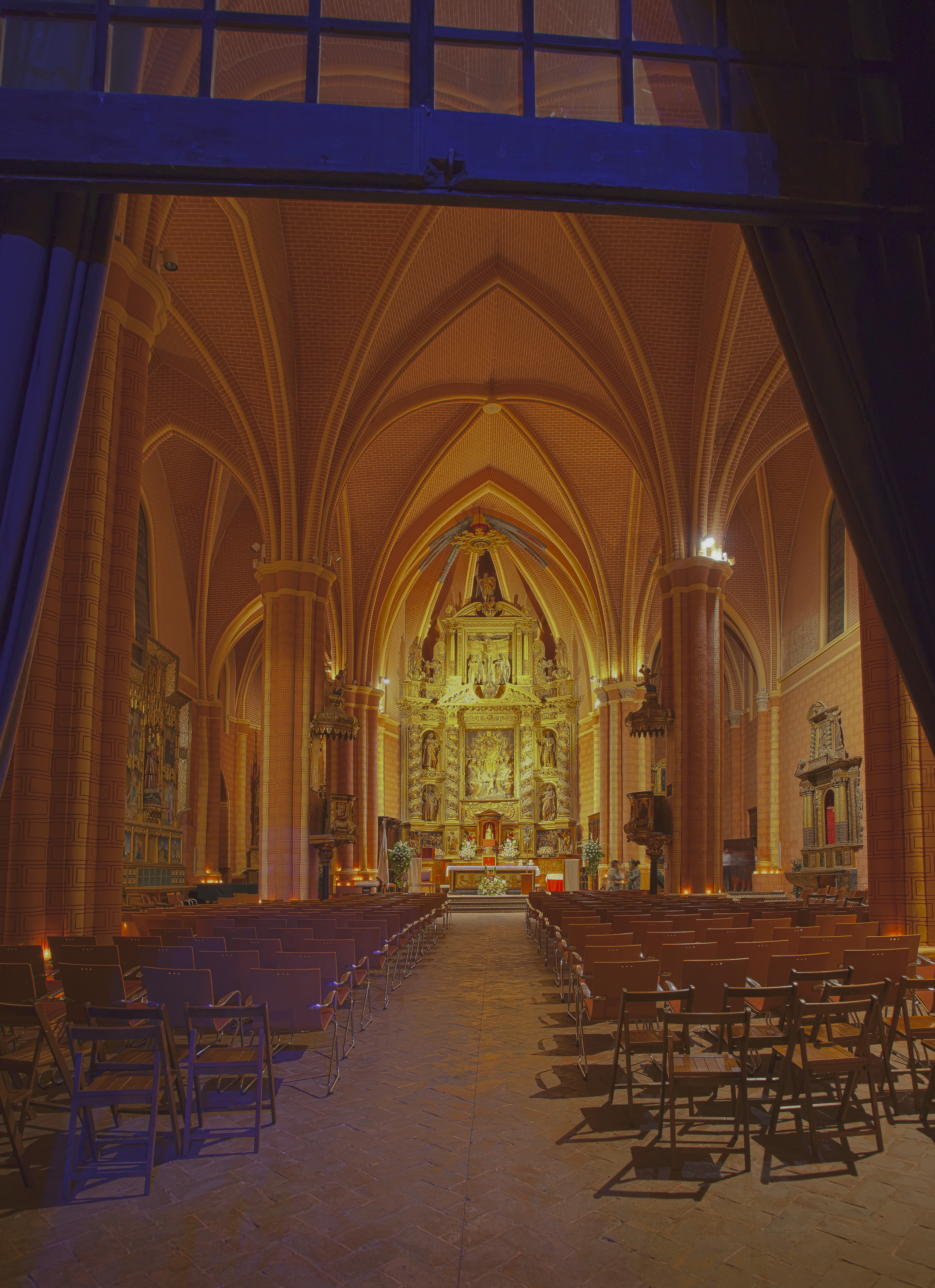
Vista del interior desde la calle.
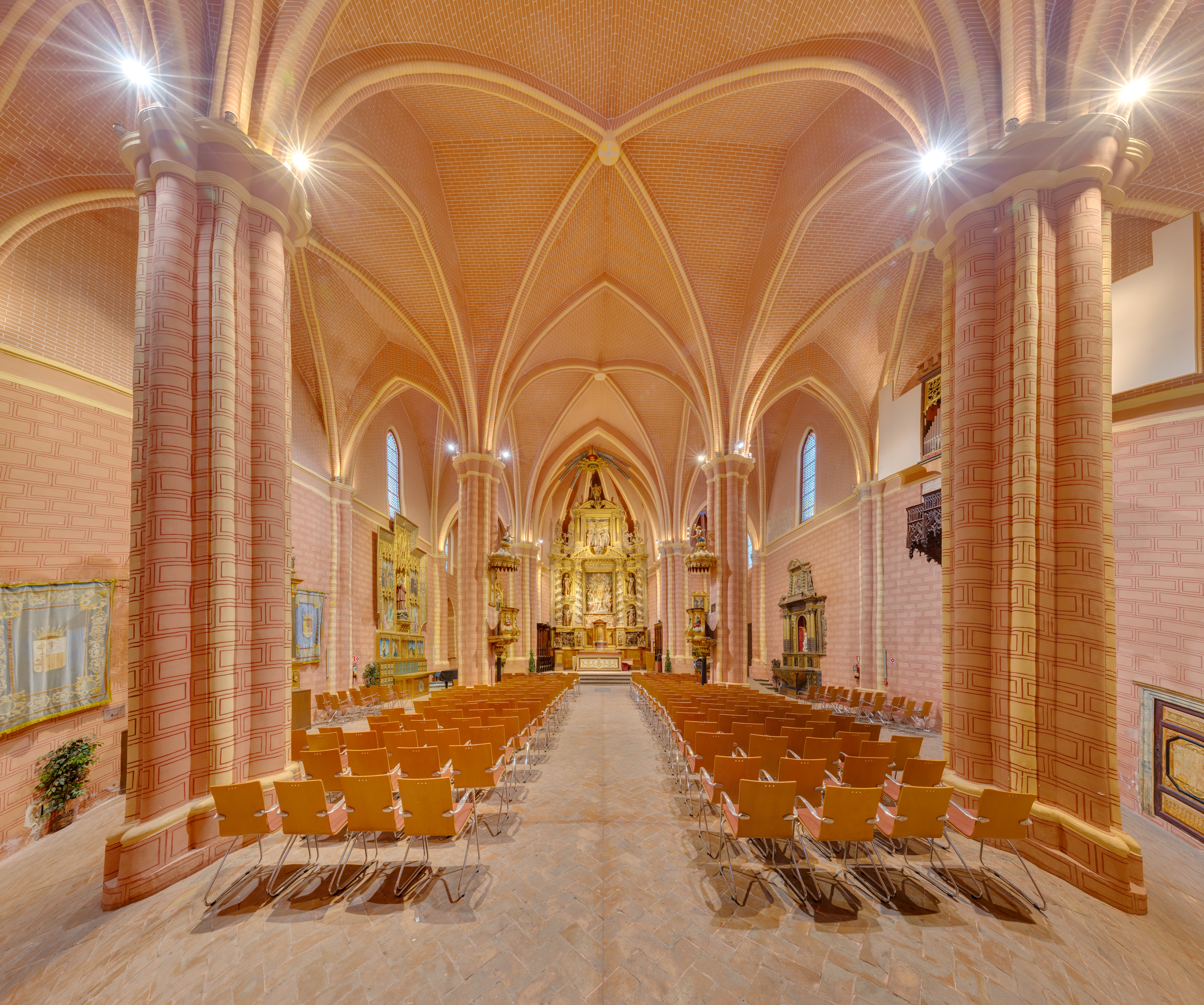
Vista desde la entrada.
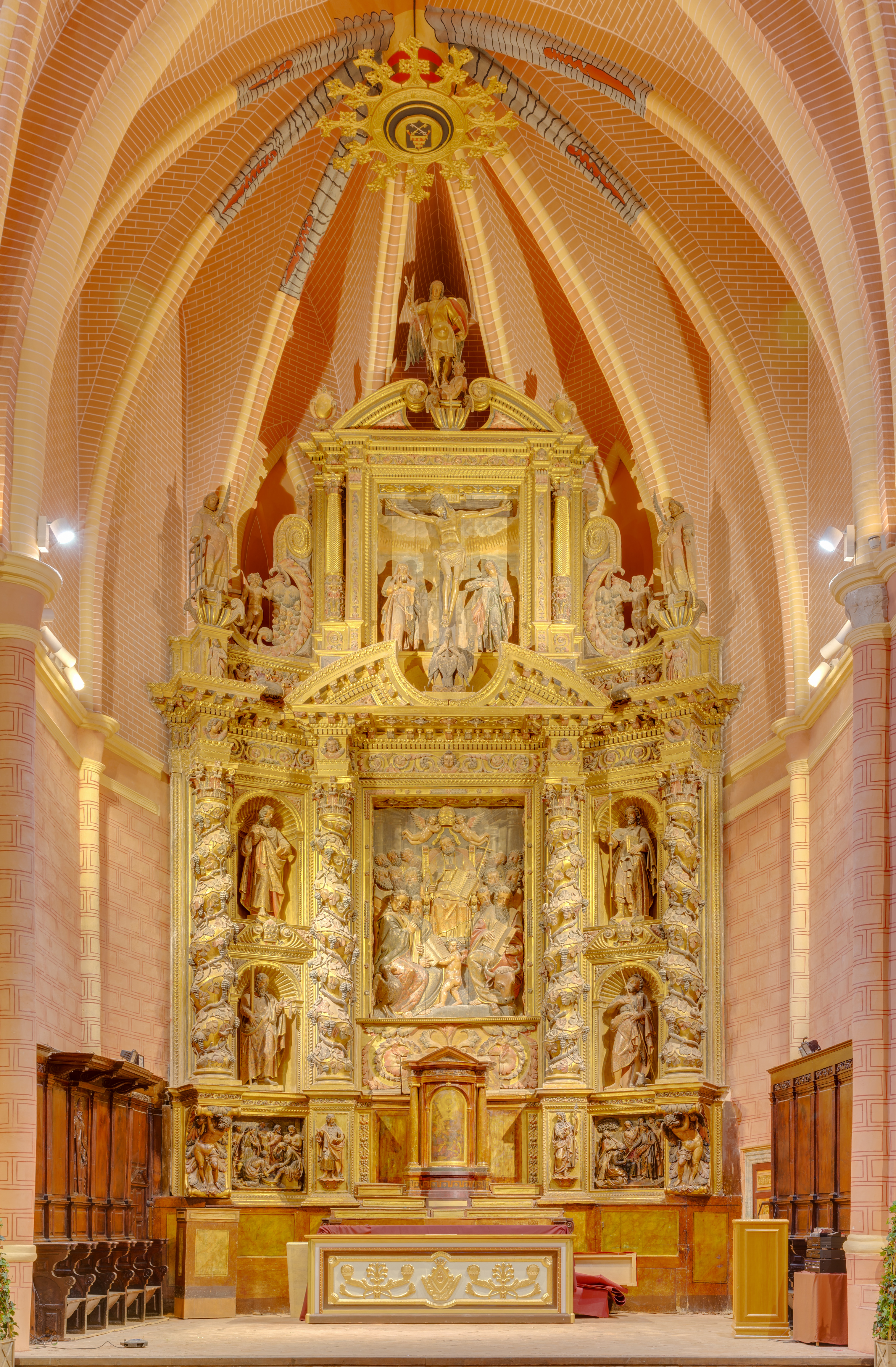
Altar mayor.
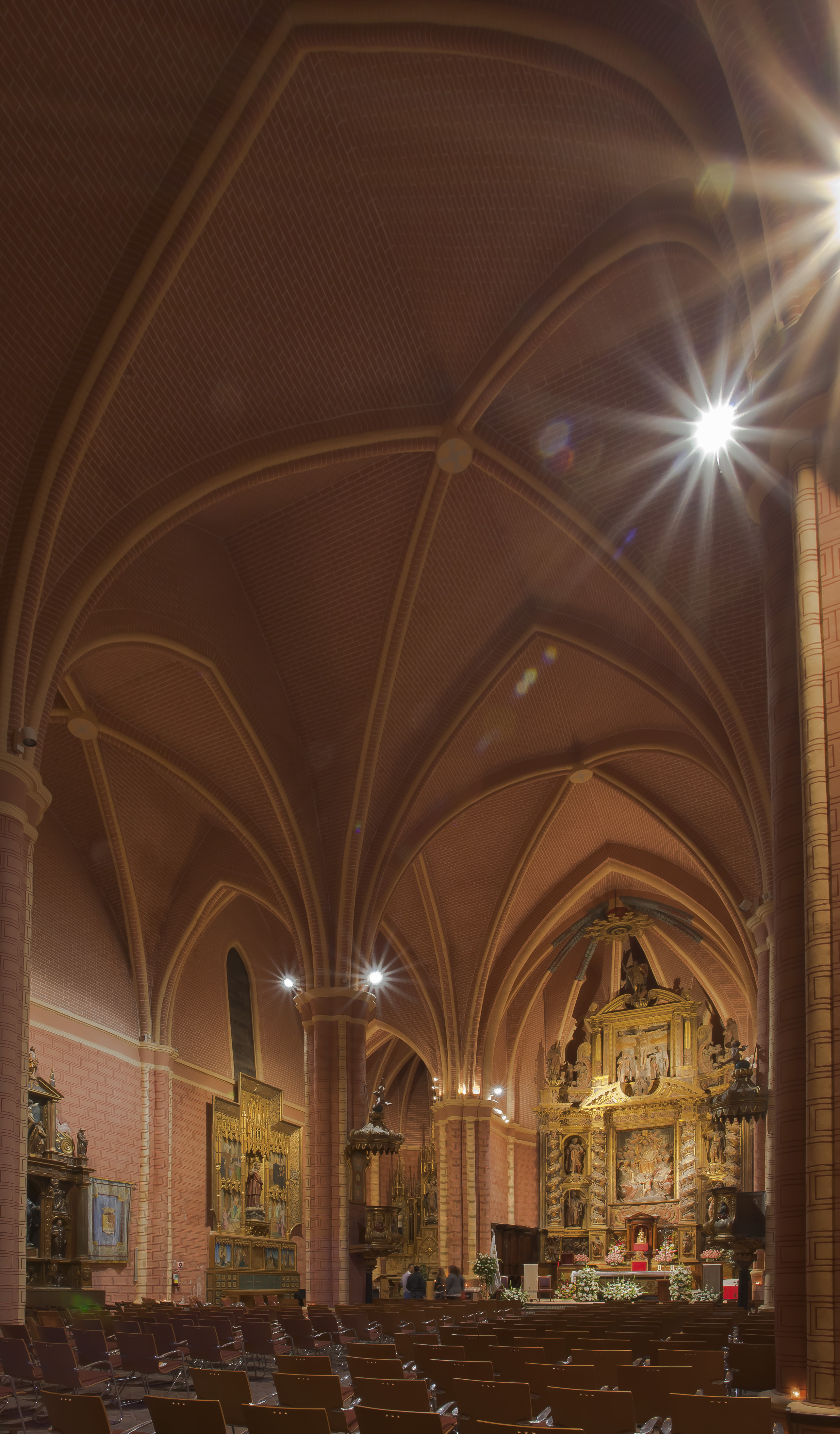
Vista oblicua del interior.
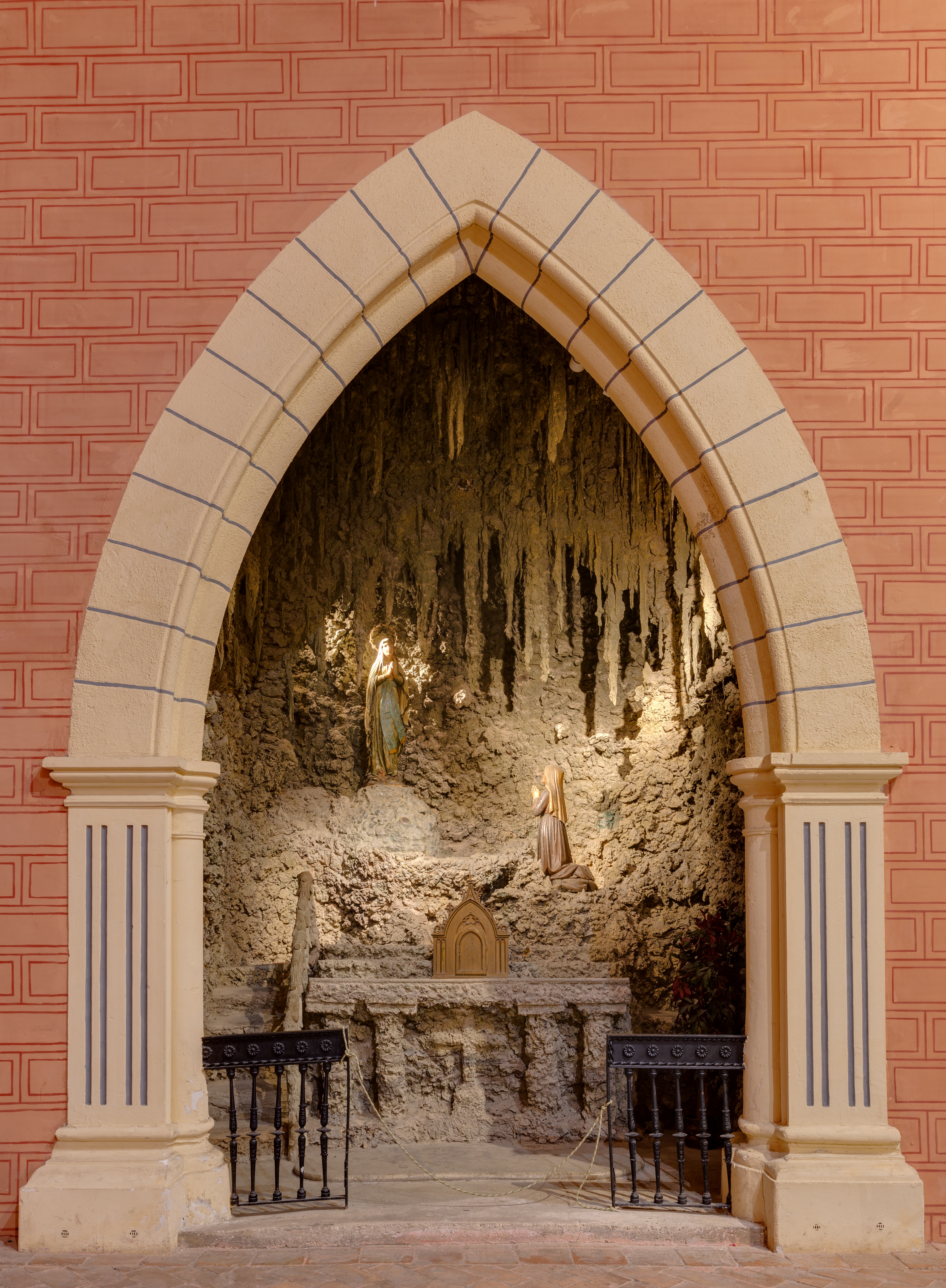
Capilla de la iglesia.
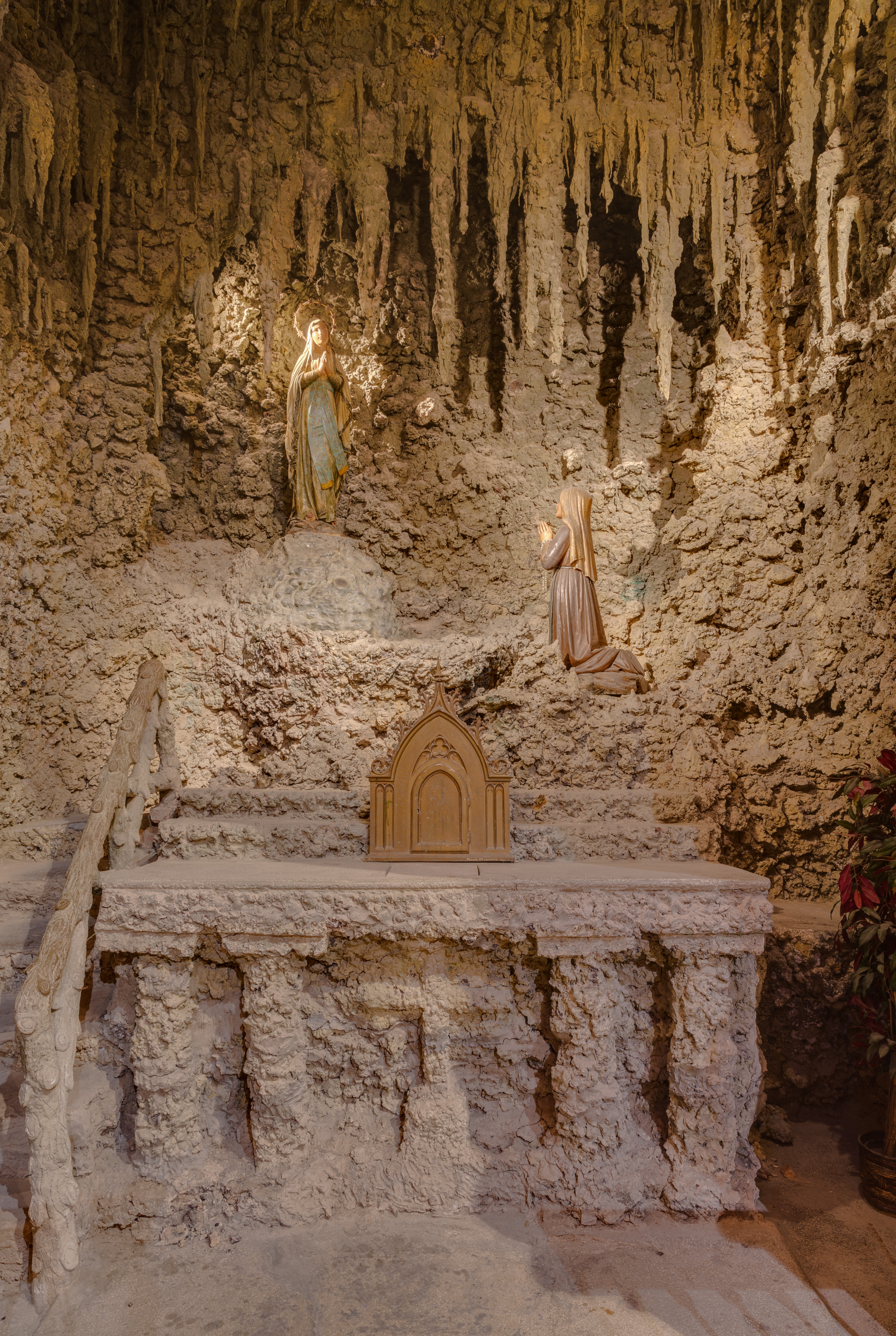
Detalle de la capilla.
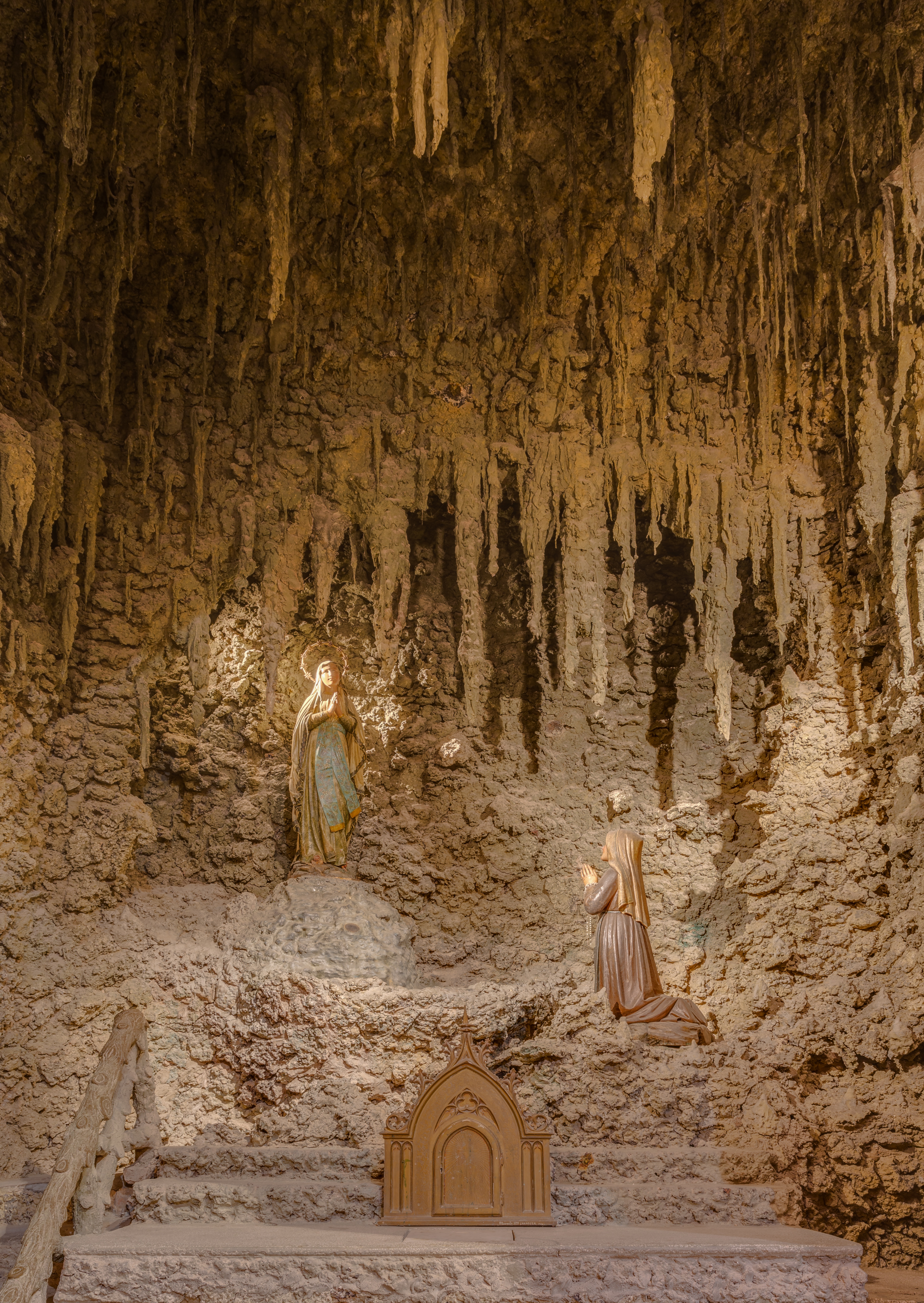
Detalle de la capilla.
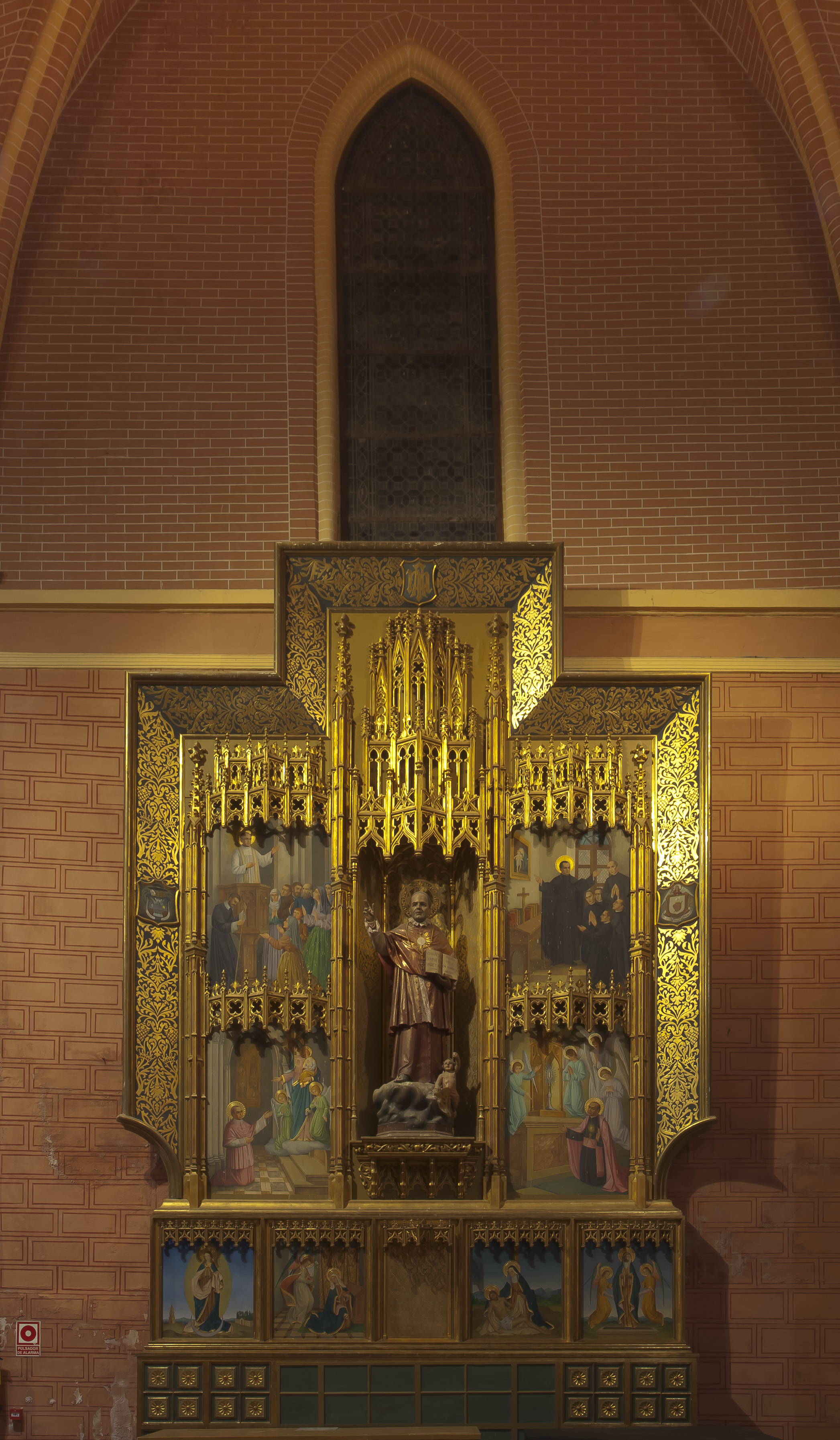
Retablo.
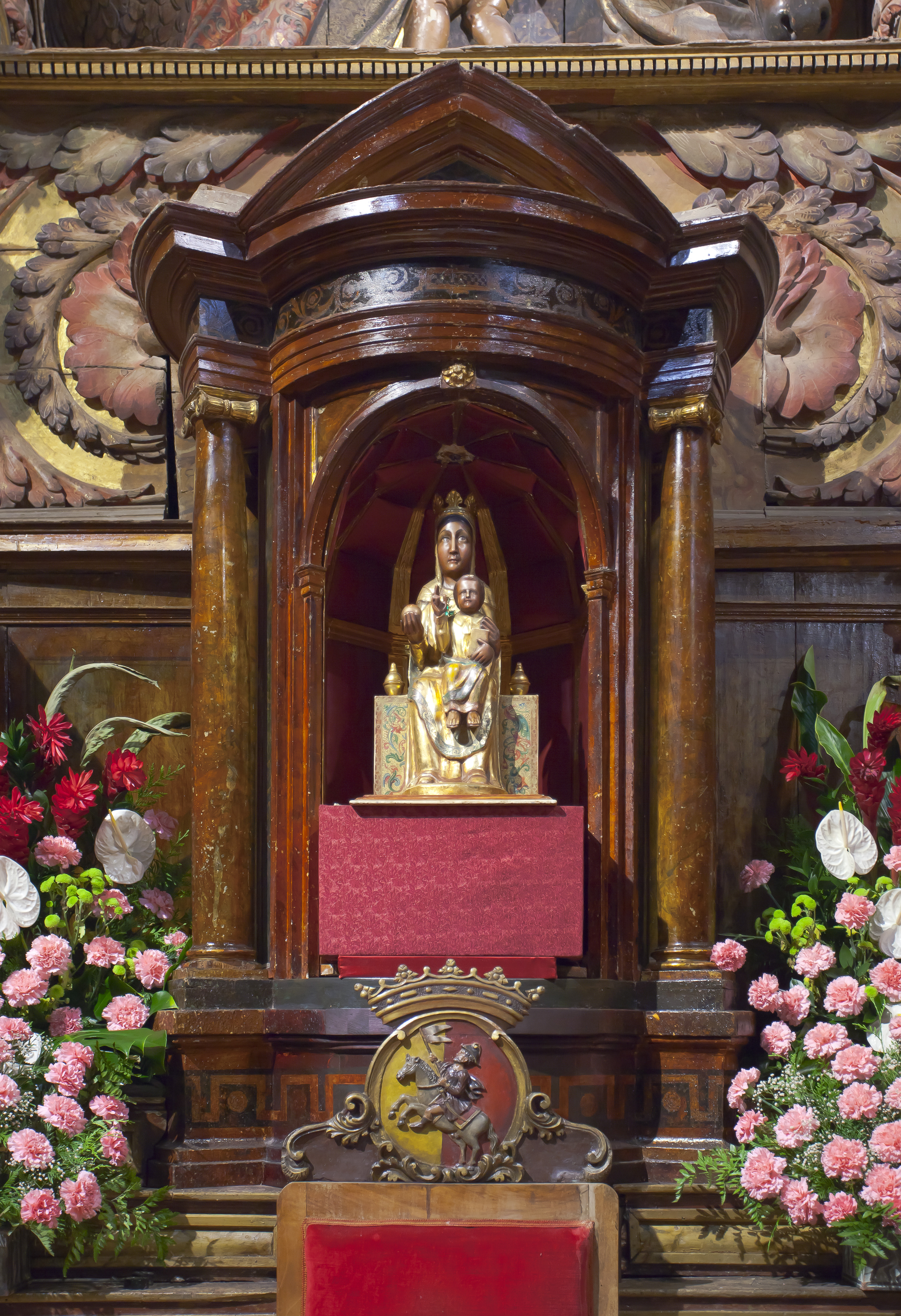
Imagen de la Virgen.
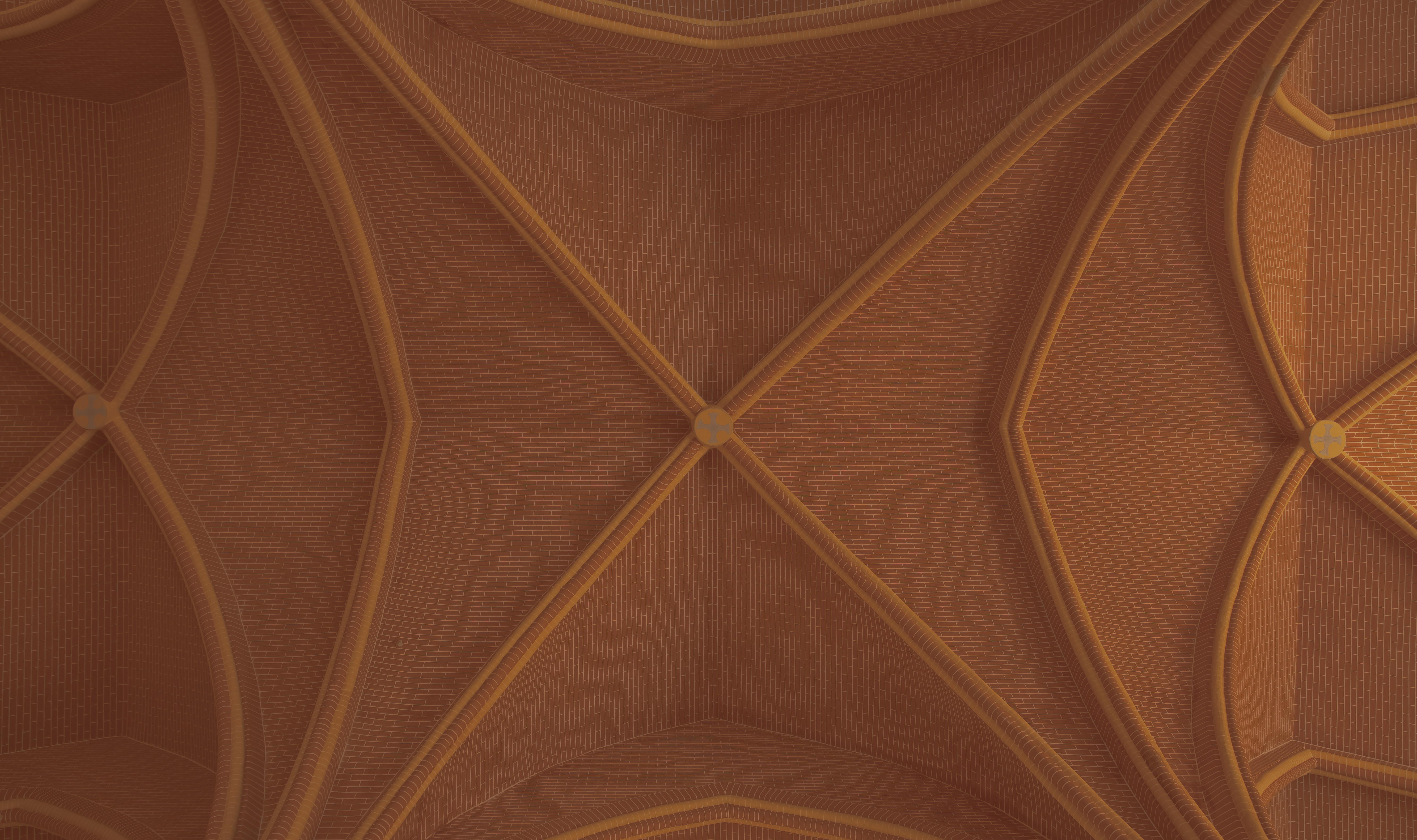
Vista superior.
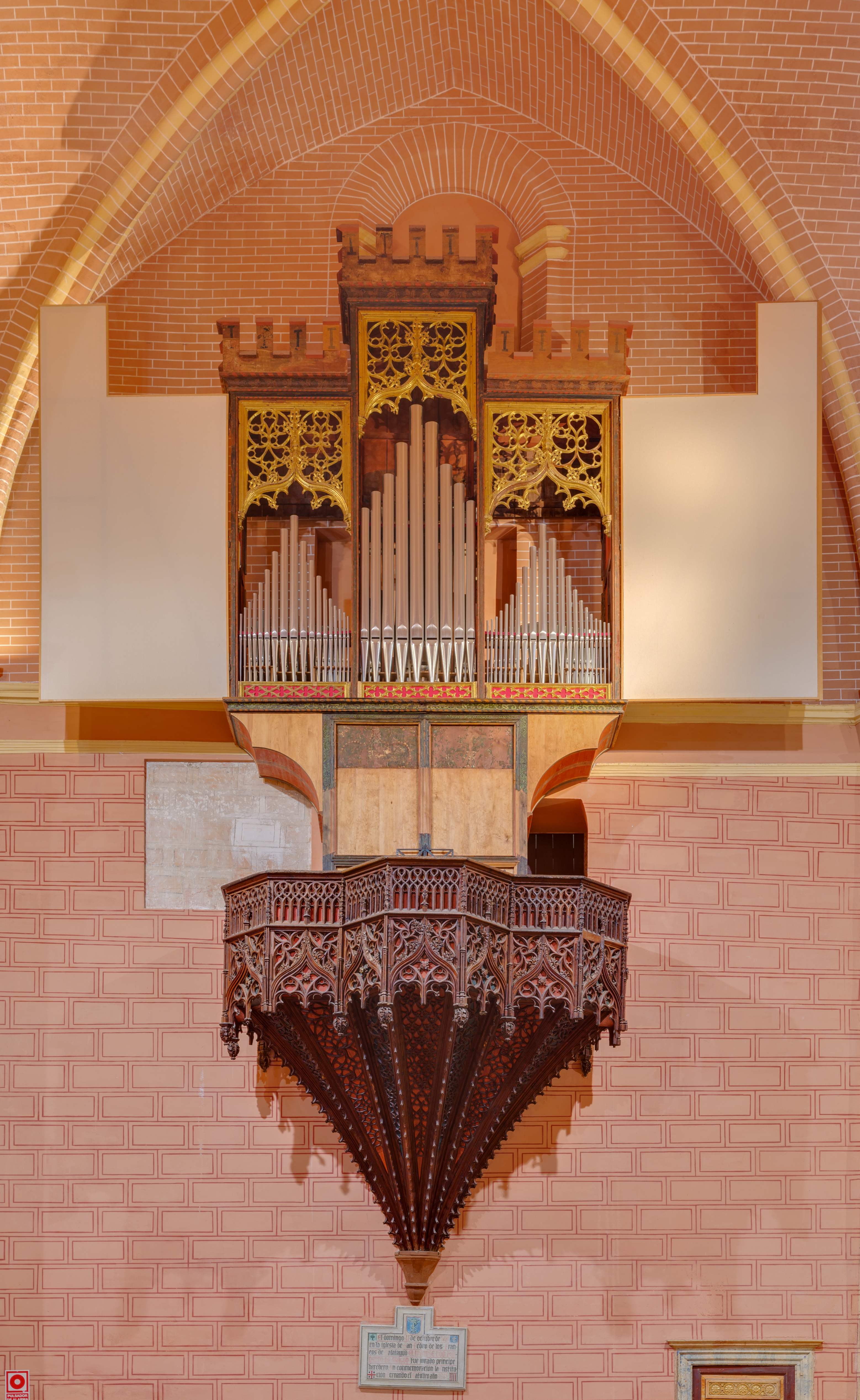
Órgano.